# John Sebastian
John Benson Sebastian (New York, 17 maart 1944) is een Amerikaans songschrijver en muzikant. Hij is het meest bekend als oprichter van The Lovin' Spoonful, bekend van hits als Do You Believe in Magic? en Summer in the City, en van zijn eigen single Welcome Back (Kotter), die werd gebruikt in de sitcom Welcome Back Kotter uit de jaren 70. 

## Carrière
Hij was de zoon van Classic Harmonicist (ook wel John Sebastian genoemd). Hij vormde The Lovin' Spoonful in Greenwich Village, New York, na een ontmoeting met Zal Yanovsky, Steve Boone en Jan Carl. Carl werd na één optreden vervangen door Joe Butler en de groep tekende later bij Kama Sutra Records. Sebastian verliet de Spoonful in juni 1968, kort na de release van hun vierde album, om zich te concentreren op zijn solocarrière. Hij was een van de vele acts die in augustus 1969 in Woodstock optrad.
Sebastians solonummer Welcome Back (Kotter) uit 1976 werd het thema voor de sitcom Welcome Back Kotter. Het bereikte nummer 1 in de Billboard Hot 100-hitlijst voor een week in mei 1976.
Sebastian werd in 2000 opgenomen in de Rock and Roll Hall of Fame als lid van de Lovin' Spoonful, waar hij voor de laatste keer optrad met de originele line-up (Sebastian, Zal Yanovsky, Steve Boone, Joe Butler) voor het overlijden van Yanovsky in 2002. Sinds het begin van de jaren negentig worstelt Sebastian met keelproblemen die uiteindelijk zijn zangstem hebben beïnvloed en veranderd, maar hij is blijven optreden en touren.
- Bibsys: 3029917
- Bibliothèque nationale de France: cb138996130 (data)
- CiNii: DA13004605
- Gemeinsame Normdatei: 134641108
- International Standard Name Identifier: 0000 0001 1439 802X
- Library of Congress Control Number: n91099690
- MusicBrainz: 95f9b1a1-dc0c-4440-9cd3-225aaba246ee
- Bibliotheek van het Japanse parlement: 00474778
- Nationale Bibliotheek van Tsjechië: xx0029666
- Nationale bibliotheek van Australië: 35995058
- Nationale Bibliotheek van Israël: 987007432049705171
- Nationale en Universitaire bibliotheek Zagreb: 000068088
- Nederlandse Thesaurus van Auteursnamen: 100700063
- SNAC: w64n1xx8
- Virtual International Authority File: 24788417
- WorldCat: E39PBJq6YHmFR8MVHp64mCgtKd